# Saldhara
Saldhara (en népalais : सालधारा) est un comité de développement villageois du Népal situé dans le district de Kavrepalanchok. Au recensement de 2011, il comptait 2 646 habitants.